# Вовкозуб будинковий
Вовкозуб будинковий (Lycodon aulicus) — неотруйна змія з роду Вовкозуб родини Вужеві. Інша назва «індійський вовкозуб».

## Опис
Загальна довжина сягає 51 см. Спостерігається статевий диморфізм — самиці більші за самців. Голова невелика, загострена, широка. Очі невеликі, зіниці округлі. Тулуб стрункий. Забарвлення однотонне — коричневе або сіро-коричневе. По тулубу можуть проходити білі або жовтуваті поперечні смуги.

## Спосіб життя
Полюбляє селитися поблизу людини, постійно зустрічається у житлових та господарських будівлях, не виключаючи й ділових кварталів великих міст. Звідси цей вовкозуб й отримав свою назву. Це досить жвава й моторна змія, гарно лазить по вертикальній поверхні. День проводять у різних тріщинах, щілинах, під підлогою або під дахом, а вночі виходять на полювання. Харчується геконами, іншими ящірками, земноводними.
Має цікавий засіб захисту, користуючись схожістю з вельми отруйною змією —індійським крайтом.
Це яйцекладна змія. Самиця відкладає 4—11 яєць.

## Розповсюдження
Мешкає у Пакистані, Індії, Непалі, М'янмі, Таїланді, Індонезії, на о. Шрі-Ланка. Іноді зустрічається у китайській провінції Юньнань. Спеціально було завезено на о. Маврикій.